# Han Guangwudi
Han Guangwudi (kinesiska: 汉光武帝, Hàn Guāngwǔdì), född 6 f.Kr, död 57, var kejsare under den kinesiska Handynastin (206 f.Kr.–220) och regerade från år 25 fram till sin död 57. Hans personliga namn var Liu Xiu (刘秀). Liu Xiu var nionde generationens ättling till Handynastins grundare Liu Bang
Den korta Xindynastin (9-23) markerade slutet för den Västra Handynastin. Efter att Xindynastin fallit och rebellerna De röda ögonbrynen slagits ner återuppstod Handynastin igen. År 25 utropade Liu Xiu sig som kejsare Guangwu och flyttade Kinas huvudstad från tidigare Chang'an (dagens Xi'an) till Luoyang vilket initierade starten för den Östra Handynastin. Östra Handynastin, eller Senare Handynastin, har även kallats "Återuppvaknandet av Guangwu" ("Resurgence of Guang Wu"). Kejsare Guangwu centraliserade makten i landet och minskade de lokala styret över militären så att kejsaren och huvudstaden fick större kontroll. Antalet tjänstemän minskades både i huvudstaden och i de lokala distrikten. Kejsare Guangwu gjorde många ekonomiska reformer för att förbättra livet för befolkningen och minskade även slaveriet.